# سازمان زنان هداسا

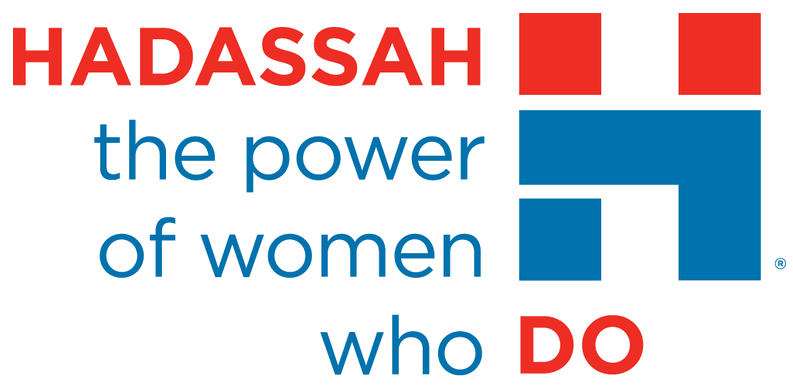
لوگوی سازمان هداسا

هداسا، سازمان زنان صهیونیستِ آمریکا (به انگلیسی: Hadassah, the Women's Zionist Organization of America)، یک خیریه متعلق به یهودیان آمریکا است که در سال ۱۹۱۲ میلادی، توسط هنریتا سولد در شهر نیویورک بنیان‌گذاری شد. از سازمان هداسا به عنوان یکی از مهمترین سازمان زنان یهودی در آمریکا یاد می‌شود.

## خیریه‌ها در اسرائیل
- مرکز درمانی هداسا
- برج بیمارستانی سارا وِستمن دیویدسون